# Spectru politic închis-deschis
Spectrul politic închis-deschis este o alternativă la sistemul standard stânga-dreapta, folosit în special pentru a delimita sistemele politice din Europa și America de Nord în secolul al XXI-lea.